# 154-й меридіан східної довготи
154-й меридіан східної довготи — лінія довготи, що лежить на 154 градуси східніше Гринвіцького меридіана. Вона проходить від Північного полюса через Північний Льодовитий океан, Азію, Тихий океан, Австралазію, Південний океан та Антарктиду до Південного полюса.
154-й меридіан східної довготи формує велике коло разом із 26-тим меридіаном західної довготи.

## Список географічних об'єктів, що перетинає 154° сх. д.
Починаючи на Північному полюсі та рухаючись до Південного полюса, 154-й меридіан східної довготи проходить через:
| Координати                                                   | Країна, територія або море | Примітки |
| ------------------------------------------------------------ | -------------------------- | --- |
| 90°0′ пн. ш. 154°0′ сх. д. / 90.000° пн. ш. 154.000° сх. д.  | Північний Льодовитий океан | |
| 76°56′ пн. ш. 154°0′ сх. д. / 76.933° пн. ш. 154.000° сх. д. | Східносибірське море       | |
| 70°54′ пн. ш. 154°0′ сх. д. / 70.900° пн. ш. 154.000° сх. д. | Росія                      | |
| 59°4′ пн. ш. 154°0′ сх. д. / 59.067° пн. ш. 154.000° сх. д.  | Охотське море              | |
| 48°57′ пн. ш. 154°0′ сх. д. / 48.950° пн. ш. 154.000° сх. д. | Росія                      | Проходить через острови Екарма[ru] і Шиашкотан[ru], Курильські острови |
| 48°43′ пн. ш. 154°0′ сх. д. / 48.717° пн. ш. 154.000° сх. д. | Тихий океан                | Проходить східніше острова Мінамі-Торісіма, Японія Проходить східніше атола Лукунор[en], Федеративні Штати Мікронезії Проходить західніше острова Ніссан[en], Папуа Нова Гвінея |
| 4°18′ пд. ш. 154°0′ сх. д. / 4.300° пд. ш. 154.000° сх. д.   | Соломонове море            | |
| 11°21′ пд. ш. 154°0′ сх. д. / 11.350° пд. ш. 154.000° сх. д. | Папуа Нова Гвінея          | Проходить через острів Россель[en] |
| 11°24′ пд. ш. 154°0′ сх. д. / 11.400° пд. ш. 154.000° сх. д. | Коралове море              | Проходить через острови Коралового моря, Австралія |
| 29°59′ пд. ш. 154°0′ сх. д. / 29.983° пд. ш. 154.000° сх. д. | Тихий океан                | |
| 60°0′ пд. ш. 154°0′ сх. д. / 60.000° пд. ш. 154.000° сх. д.  | Південний океан            | |
| 68°24′ пд. ш. 154°0′ сх. д. / 68.400° пд. ш. 154.000° сх. д. | Антарктида                 | Проходить через Австралійську антарктичну територію (претендує Австралія) |